# Roosteren (voedselbereiding)

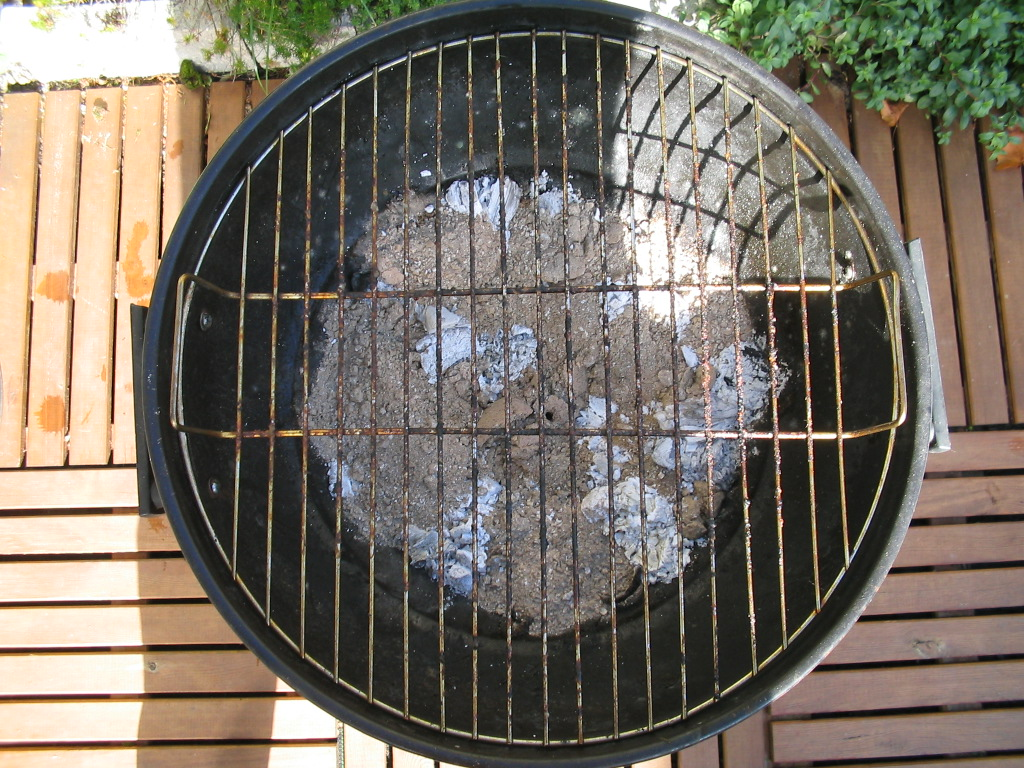
Een barbecuerooster

Roosteren, grilleren of grillen is het proces waarbij voedsel (meestal vlees of groente) op een rooster wordt gelegd en met de warmte, meestal afkomstig van vuur, wordt klaargemaakt. De huishoudelijke apparatuur waarmee wordt geroosterd heet een grill.
Roosteren is een kooktechniek.
Grillen is directe barbecue. Directe barbecue is wanneer het voedsel direct boven het vuur wordt verwarmd.
Tijdens het grillen wordt er veel gebruikgemaakt van condimenten.